# Zyginidia ribauti
Zyginidia ribauti är en insektsart som beskrevs av Irena Dworakowska 1970. Zyginidia ribauti ingår i släktet Zyginidia och familjen dvärgstritar. Inga underarter finns listade i Catalogue of Life.